# Isaiah Mustafa
Isaiah Amir Mustafa (11 de febrero de 1974) es un actor estadounidense y exfutbolista americano y receptor ancho. Mustafa es ampliamente conocido como el personaje principal de la serie de comerciales de televisión Old Spice, The Man Your Man Could Smell Like. También es conocido por interpretar a Luke Garroway en la serie de fantasía de Freeform Shadowhunters y al adulto Mike Hanlon en It Chapter Two.

## Biografía
Nació en Portland, Oregon, es el menor de sus seis hermanos. La familia se mudó a Mission Viejo (California) cuando Mustafa tenía cinco años. Allí su padre estableció un servicio de limusina, concretamente en Laguna Hills (California) después, a los dos siguientes años, después de la muerte de su padre en un accidente automovilistico, se mudaron a Oxnard, California, allí, fue educado en Santa Clara High School, donde era miembro del equipo de baloncesto. Su entrenador en aquel momento (Geof Foley) lo convenció para que se especializase en decatlón, en la cual, logró quedar en el cuarto puesto en el Golden West Invitational del año 1992, a pesar de que quería jugar en Fútbol americano para los Santos de Nueva Orleans. Después de su carrera sobresaliente, se pasó a Santa Monica College, y después, al abandonar este, estudió en Moorpark College. Por último, estudió historia en la Universidad Estatal de Arizona, donde jugó como receptor en el equipo Arizona State Sun Devils y se graduó en 1997. Después de graduarse estuvo cuatro años en prácticas como receptor para la NFL.

### Carrera
Después siguió una carrera como actor, interpretando pequeños papeles en varias series de televisión exitosas como: Ugly Betty, Days of Our Lives, Castle, NCIS: Los Ángeles.
En 2010, firmó un acuerdo con NBC y apareció en un papel secundario en la película Horrible Bosses. En Abril de 2013, apareció en un anuncio para una marca de cerveza muy famosa de origen Israelí: Tempo Beer Industries. El año siguiente, protagonizó un episodio de USA Network, en una serie de comedia llamada Sirens que daba vida a Kevin Daniels que era un policía. En Mayo de 2015, fue anunciado como protagonista en la serie Shadowhunters de Freeform, basada en la novela Cazadores de sombras de Cassandra Clare como Luke Garroway, el participante de la manada del lobo de jade. Y por último, el 26 de Abril del 2019 anunció mediante redes sociales, su aparición en la segunda entrega de la película de terror It: Capitulo dos dando vida al personaje de Mike Hanlon que fue estrenada el 6 de Septiembre del 2019. En 2019 participó en la publicidad de la fragancia Old Spice apelanado a la virilidad y a la masculinidad.

## Vida privada
Isaiah tiene una hija llamada Harley con su exesposa.

## Filmografía

### Cine
| Año  | Título                   | Personaje                  | Notas                                  |
| ---- | ------------------------ | -------------------------- | -------------------------------------- |
| 2005 | The Island               | Jugador de futbol herido   |                                        |
| 2006 | The Last Supper          | Moses                      | Corto                                  |
| 2006 | Even Money               | Jugador de Basquetbol      |                                        |
| 2011 | Madea's Big Happy Family | Calvin                     |                                        |
| 2011 | Horrible Bosses          | Oficial Wilkens            |                                        |
| 2012 | The Three Stooges        | Ejecutivo de cadera de Moe |                                        |
| 2013 | Crush                    | Entrenador Evans           |                                        |
| 2014 | Back in the Day          | T                          |                                        |
| 2015 | Girl Flu                 | Gabriel                    |                                        |
| 2015 | After the Reality        | Garreth                    |                                        |
| 2019 | It Chapter Two           | Mike Hanlon                | Personaje compartido con Chosen Jacobs |
| 2021 | Murder at Emigrant Gulch |                            |                                        |

### Televisión
| Año       | Título            | Personaje                   | Notas                                              |
| --------- | ----------------- | --------------------------- | -------------------------------------------------- |
| 2007      | Football Wives    | Jugador de futbol           | Película de televisión                             |
| 2008      | Ugly Betty        | Bailiff                     | Episodio: "Odor in the Court"                      |
| 2009      | Days of Our Lives | Cleveland Cop               | 2 Episodios                                        |
| 2009      | NCIS: Los Angeles | Brent Duffy                 | Episodio: "Search and Destroy"                     |
| 2009      | Eli Stone         | Esposo recién casado        | Episodio: "Tailspin"                               |
| 2009      | NCIS              | Oliver Newcomb              | Episodio: "Caged"                                  |
| 2010      | Castle            | Líder de equipo             | Episodio: "Boom!"                                  |
| 2010–2011 | Chuck             | Richard "Rick" Noble        | 2 Episodios                                        |
| 2011      | Hot in Cleveland  | Entrenador Kevin            | Episodio: "LeBron is Le Gone"                      |
| 2011      | Love Bites        | Capitán Craig               | Episodio: "Sky High"                               |
| 2011      | Femme Fatales     | Raven                       | Episodio: "Speed Date"                             |
| 2011      | Charlie's Angels  | Detective Ray Goodson       | 2 Episodios                                        |
| 2012      | Rags              | Reginald Worth              | Elenco principal, película de TV Nickelodeon       |
| 2012      | Nikita            | Cyrus                       | 2 Episodios, serie de TV                           |
| 2014      | Anger Management  | Paul                        | Episodio: "Charlie Screws a Prisoner's Girlfriend" |
| 2014      | Sirens            | Danny                       | Episodio: "Pilot"                                  |
| 2014      | Selfie            | Mitchell McMoney            | Episodio: "Nugget of Wisdom"                       |
| 2014      | Kroll Show        | Hammer                      | Episodio: "Mother Daughter Sister Wife"            |
| 2015      | Baby Daddy        | Capitán Hudson              | Episodio: "An Officer and a Gentle Ben"            |
| 2016–2019 | Shadowhunters     | Lucian "Luke" Garroway      | Elenco principal, serie de TV Freeform             |
| 2017      | Total Divas       | Él mismo                    | Episodio: "What Happens in Vegas..."               |
| 2018-2021 | Robot Chicken     | Cottonmouth / Frog / Fiscal | Voz. Episodio: "Strummy Strummy Sad Sad"           |
| 2021      | Grey's Anatomy    | Brian Williams              | Episodio: "Today Was a Fairytale"                  |
| 2022      | Black-ish         | El mismo                    | Episodio: "And the Winner Is..."                   |
| 2024      | Cross             | John Sampson                | Elenco principal, serie de TV                      |

### Videojuegos
| Año  | Título         | Personaje |
| ---- | -------------- | --------- |
| 2011 | Gears of War 3 | COG Gear  |